# Sells (Arizona)
Sells (O’odham Papago: Komkc’eḍ ’e Wa:’osidk) ist ein Census-designated place im Pima County im US-Bundesstaat Arizona. Das U.S. Census Bureau hat bei der Volkszählung 2020 eine Einwohnerzahl von 2.121 ermittelt.
Sells liegt ganz in der Tohono O’Odham Indianer Reservation und hat eine Fläche von 24,3 km². Die Bevölkerungsdichte liegt bei 87 Einwohnern je km².

## Verkehr
Im Dorf liegt der Sells Airport und es wird von der Arizona State Route 86 tangiert.